# Aereniphaula machadorum
Aereniphaula machadorum är en skalbaggsart som beskrevs av Maria Helena M. Galileo och Martins 1990. Aereniphaula machadorum ingår i släktet Aereniphaula och familjen långhorningar. Inga underarter finns listade i Catalogue of Life.